# 1909 في الولايات المتحدة
فيما يلي قوائم الأحداث التي وقعت خلال عام 1909 في الولايات المتحدة.

## سياسة

### تعيين في المنصب
- 4 يناير – وليام سبري حاكم يوتا  [لغات أخرى]‏.
- 9 يناير – هربرت سبنسر هادلي حاكم ميسوري  [لغات أخرى]‏.
- 11 يناير – توماس مارشال حاكم إنديانا [الإنجليزية]‏.
- 4 مارس – ألكساندر ميتشل بالمر عضو مجلس النواب الأمريكي.
- 4 مارس – إليهو روت عضو مجلس الشيوخ الأمريكي.
- 4 مارس – هيلين تافت السيدة الأولى للولايات المتحدة.
- 4 مارس – ويليام هوارد تافت رئيس الولايات المتحدة.
- 6 مارس – فيلاندر سي نوكس وزير الخارجية الأمريكي.

### انتهاء فترة المنصب
- 11 يناير – ادوارد واليس هوتش حاكم كانساس [الإنجليزية]‏.
- 27 يناير – ألبرت ادوارد ميد حاكم واشنطن [الإنجليزية]‏.
- 27 يناير – إليهو روت وزير الخارجية الأمريكي.
- 1 مارس – جورج ايرل تشامبرلين حاكم ولاية أوريغون [الإنجليزية]‏.
- 3 مارس – جوزيف فوراكر عضو مجلس الشيوخ الأمريكي.
- 4 مارس – إديث روزفلت السيدة الأولى للولايات المتحدة.
- 4 مارس – ترومان هاندي نيوبيري الأمين العام.
- 4 مارس – تشارلز بونابرت نائب عام الولايات المتحدة.
- 4 مارس – ثيودور روزفلت رئيس الولايات المتحدة.
- 11 مارس – لوقا إدوارد رايت وزير حرب الولايات المتحدة.

## ظهور
- 1 يناير – ذا بروغريسف

## كتب
من الكتب التي صدرت هذه السنة في الولايات المتحدة:
- 1 يناير – الحديقة السرية من تأليف فرانسيس هودسون برنيت.
- 1 يناير – الطريق إلى أوز من تأليف ليمان فرانك بوم.
- 1 يناير – مارتن إيدن من تأليف جاك لندن.

## مواليد

### يناير
- 1 يناير – دانا اندروز ممثل أمريكي.
- 1 يناير – ماري جولد مفكرة من الولايات المتحدة الأمريكية.
- 1 يناير – نورمان لويس فنان أمريكي.
- 1 يناير – وليام والتون
- 30 يناير – ستانلي بوريدا ملاكم من الولايات المتحدة الأمريكية.

### فبراير
- 2 فبراير – فرانك ألبرتسون
- 9 فبراير – دين راسك سياسي أمريكي.
- 11 فبراير – جوزيف مانكيفيتس
- 16 فبراير – جون هارتويل هاريسون
- 16 فبراير – لنكولن كونستانس عالم نبات من الولايات المتحدة الأمريكية.
- 16 فبراير – هيو بومونت
- 17 فبراير – جيرترود أبركرومبي رسامة أمريكية.
- 21 فبراير – هيلين أوكتافيا ديكنز طبيبة أمريكية.

### مارس
- 7 مارس – روجر ريفال
- 11 مارس – هارولد نورمان مولدنكي عالم نبات أمريكي.
- 14 مارس – روبرت سيربر
- 28 مارس – سولي كريجر ملاكم من الولايات المتحدة الأمريكية.
- 29 مارس – مون موليكان موسيقي أمريكي.
- 30 مارس – جون أنطوني بيرنز سياسي أمريكي.

### أبريل
- 1 أبريل – أبنر بيبرمان
- 4 أبريل – تومي بول ملاكم من الولايات المتحدة الأمريكية.
- 7 أبريل – جو جونز فنان أمريكي.
- 8 أبريل – جون فانتي
- 13 أبريل – يودورا ويلتي مؤلفة أمريكية.
- 29 أبريل – توم إيويل ممثل أمريكي.

### مايو
- 4 مايو – هوارد دا سيلفا
- 7 مايو – إدوين لاند
- 9 مايو – جيمس هاغرتي صحفي أمريكي.
- 9 مايو – غوردون بانشافت مهندس معماري من الولايات المتحدة الأمريكية.
- 10 مايو – مايبيل كارتر
- 15 مايو – جو دي سانتيس
- 24 مايو – ويلبر ميلز سياسي أمريكي.
- 30 مايو – بيني غودمان
- 30 مايو – نوريس برادبيري فيزيائي من الولايات المتحدة الأمريكية.

### يونيو
- 5 يونيو – توم غرينواي ممثل أمريكي.
- 7 يونيو – فيرجينيا أبغار
- 14 يونيو – بورل آيفز
- 16 يونيو – هارولد تشارلز بولد عالم نبات من الولايات المتحدة الأمريكية.
- 22 يونيو – كاثرين دنهام
- 25 يونيو – إيفلين لينكولن
- 27 يونيو – بيلي كورتيس ممثل أمريكي.
- 27 يونيو – هارييت كريتون

### يوليو
- 1 يوليو – مايج ايفانز
- 1 يوليو – ويسلي بولين سياسي أمريكي.
- 9 يوليو – باسل ولفرتون
- 12 يوليو – جو ديريتا
- 14 يوليو – ويلارد موتلي
- 24 يوليو – ألان كورتيس ممثل أمريكي.

### أغسطس
- 3 أغسطس – نيل إلغر ميلر عالم نفس أمريكي.
- 4 أغسطس – سوندرز ماكلين رياضياتي أمريكي.
- 10 أغسطس – ليو فيندر
- 13 أغسطس – تريس كوفين ممثل أمريكي.
- 13 أغسطس – جون بيل
- 26 أغسطس – جيم ديفيس ممثل أمريكي.
- 26 أغسطس – وليام هنري بيكر

### سبتمبر
- 6 سبتمبر – آل سنجر ملاكم من الولايات المتحدة الأمريكية.
- 17 سبتمبر – ويسلي رامي ملاكم من الولايات المتحدة الأمريكية.

### أكتوبر
- 4 أكتوبر – جيمس ويب كاتب أمريكي.
- 12 أكتوبر – فيليب هيرشكوفيتز
- 13 أكتوبر – هيربرت لورانس بلوك
- 24 أكتوبر – بيل كار
- 25 أكتوبر – ويت بيسيل ممثل أمريكي.
- 29 أكتوبر – فرانك وايكوف رياضي أمريكي.

### نوفمبر
- 4 نوفمبر – بيتي أرلين ممثلة أمريكية.
- 4 نوفمبر – بيرت باتينود لاعب كرة قدم أمريكي.
- 10 نوفمبر – إدوين ووكر عسكري من الولايات المتحدة الأمريكية.
- 10 نوفمبر – يوجين كينجمان فنان أمريكي.
- 18 نوفمبر – فرانك شيلدز
- 24 نوفمبر – بروس بارنز لاعب كرة مضرب أمريكي.

### ديسمبر
- 5 ديسمبر – هارولد هوبر ممثل أمريكي.
- 11 ديسمبر – فريد أندرو سيتون سياسي أمريكي.
- 14 ديسمبر – إدوارد تاتوم
- 23 ديسمبر – بارني روس ملاكم من الولايات المتحدة الأمريكية.

## وفيات

### فبراير
- 17 فبراير – جيرانيمو (مواليد 1829)

### مارس
- 1 مارس – جون ك ريتشاردز (مواليد 1856) سياسي أمريكي.

### أبريل
- 1 أبريل – جورج بوست (مواليد 1838) عالم نبات أمريكي.

### مايو
- 12 مايو – بيرثا تاونسند (مواليد 1869) لاعبة كرة مضرب من الولايات المتحدة.

### يوليو
- 10 يوليو – جورج دبليو إيمري (مواليد 1830) سياسي من الولايات المتحدة الأمريكية.
- 14 يوليو – جون غود (مواليد 1829) سياسي أمريكي.

### أكتوبر
- 21 أكتوبر – إلويل ستيفن أوتيس (مواليد 1838) ضابط من الولايات المتحدة الأمريكية.
- 26 أكتوبر – أوليفر هوارد (مواليد 1830)

### نوفمبر
- 5 نوفمبر – وليام توري هاريس (مواليد 1835) فيلسوف أمريكي.

### ديسمبر
- 26 ديسمبر – فريدريك ريمنجتن (مواليد 1861) فنان أمريكي.